# Jali
Jali (gr. Γυαλί, Gyalí) – niewielka grecka wyspa wulkaniczna leżąca na archipelagu Dodekanez. Według spisu ludności na wyspie mieszka 10 osób. Administracyjnie wyspa leży w administracji zdecentralizowanej Wyspy Egejskie, w regionie Wyspy Egejskie Południowe, w jednostce regionalnej Kos, w gminie Nisiros. 

## Geografia

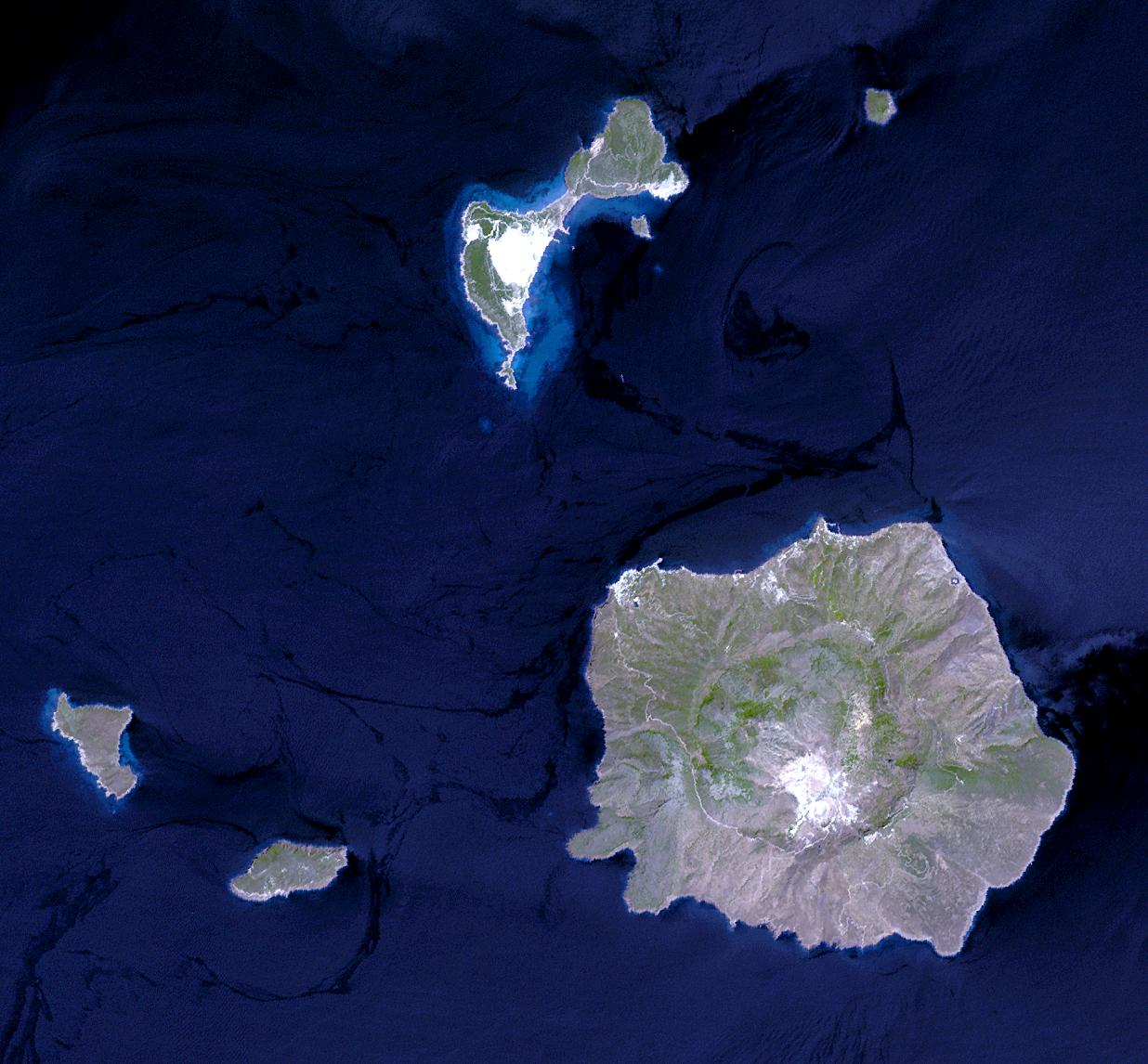
Na tej mapie Jali jest przedstawiona jako podłużna wyspa u góry zdjęcia

Wyspa jest długa na 6 km oraz szeroka na 500 m do 4 km. Leży w połowie drogi pomiędzy południowym wybrzeżem Kos a Nisiros i podzielona jest na dwie części: północną, gdzie występują obsydiany, oraz południową, gdzie wydobywany jest pumeks. Obie części są połączone przesmykiem, plażą oraz osadą. Na Jali występuje uboga roślinność, głównie ze względu na niekorzystną do rozwoju flory glebę.